# 匕部
匕部（ひぶ）は、漢字を部首により分類したグループの一つ。
康熙字典214部首では21番目に置かれる（2画の15番目）。

## 概要
匕部は「匕」を筆画の一部に持つ漢字を分類している。
「匕」（音はヒ。『康熙字典』では横画が縦画を貫かない字形）字は「さじ」の形に象る。それとは別に、『説文解字』にはもうひとつ「匕部」が設けられている。この「匕」（音はカ。『康熙字典』では横画が縦画を貫く字形）字は「化」の略体である。『説文解字』では別の部首であるが、のちの辞書では統合にされた。
片仮名の「ヒ」は「匕」に似ているが、「ヒ」は「比」の一部から作られていて「比」に「匕」が含まれるものの、「比」自体が独立した部首である（「比部」を構成）ため、部首字「匕」とは全くの無関係である。

## 部首の通称
- 日本：ひ、さじ、さじのひ
- 韓国：비수비부（bisu bi bu、匕首の匕部）
- 英米：Radical Spoon

## 部首字
匕
- 中古漢語
  - 広韻 - 卑履切、旨韻
  - 詩韻 - 紙韻、上声
  - 三十六字母 - 幫母
- 現代漢語
  - 普通話 - ピンイン：bǐ 注音： ㄅㄧˇ ウェード式：pi3
  - 広東語 - Jyutping:pei2 / pei6
- 日本語 - 音：ヒ  / 訓：さじ・あいくち
- 朝鮮語 - 音：비(bi) / 訓：비수（bisu、匕首）

## 例字
- 匕・匙
- 化
- 北
- 匘